# Pejzaż zimowy z łyżwiarzami

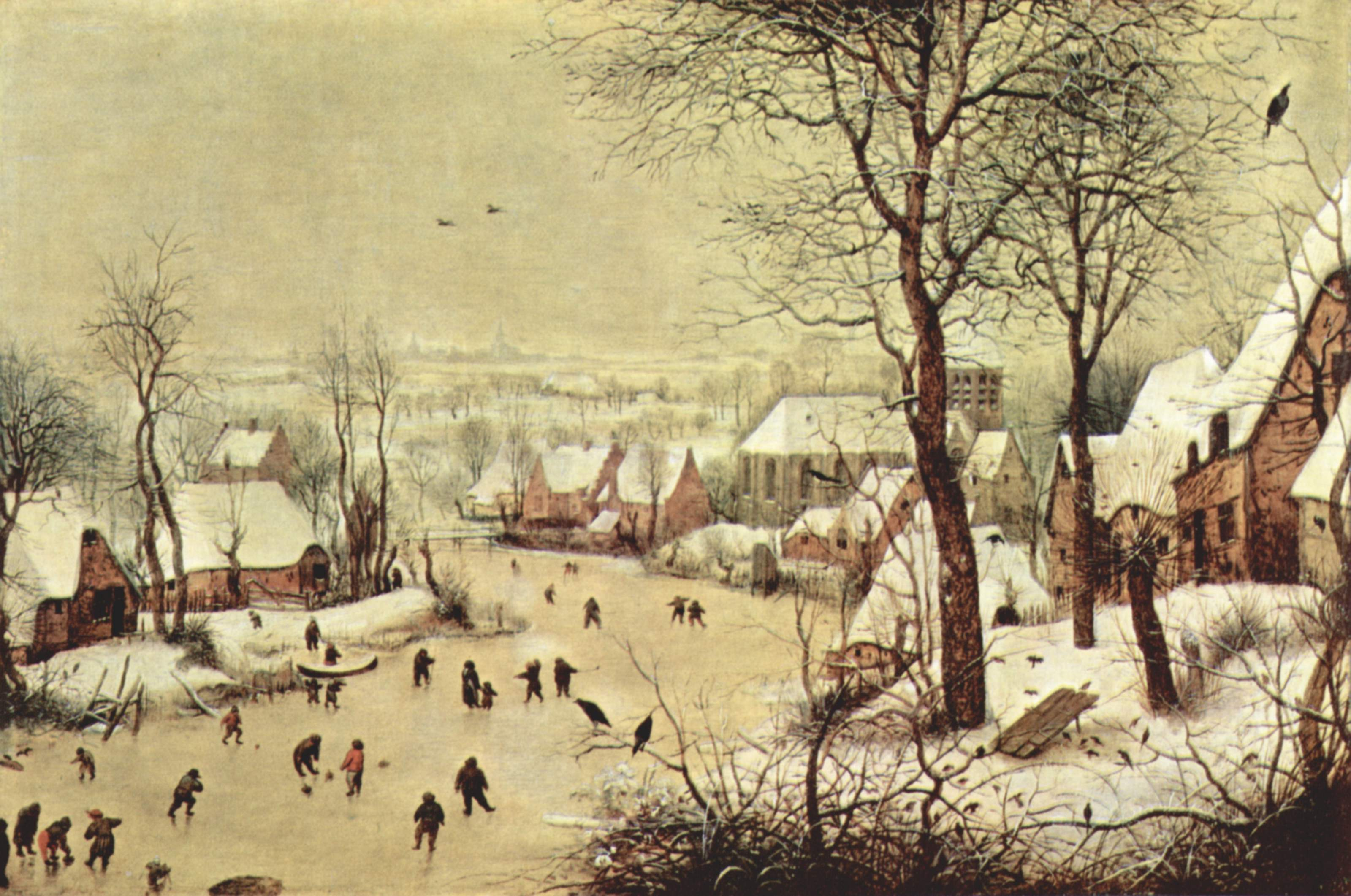
Zimowy pejzaż z łyżwiarzami i pułapką na ptaki Bruegla

Pejzaż zimowy z łyżwiarzami (niderl. Winterlandschap met ijsvermaak) – obraz olejny niderlandzkiego malarza Hendricka Avercampa. Od 1897 roku znajduje się w zbiorach amsterdamskiego Rijksmuseum (inv./cat.nr A 1718) dzięki wsparciu Stowarzyszenia Rembrandta.
Hendrick Avercamp był wiernym naśladowcą Pietera Bruegla. Malował najczęściej niewielkie sceny rodzajowe, głównie postacie na lodzie. Obraz z amsterdamskiego muzeum jest jednym z najwcześniejszych dzieł artysty z wyraźnymi wpływami sztuki Bruegla.
Obraz jest sygnowany „HAenricus Av” w prawym dolnym rogu, na ścianie chaty.

## Opis obrazu
Avercamp przedstawia miasto w zimowej scenerii, z rzeszą mieszkańców poruszających się po zamarzniętej rzece i oddających się codziennym czynnościom. Artysta ukazuje łyżwiarzy, dzieci ślizgające się po lodzie, grających w minigolfa, rybaków starających się uwolnić żaglówkę skutą lodem. Po lewej stronie widoczna jest „pułapka na ptaki”, element zaczerpnięty z obrazu Bruegla pt. Zimowy pejzaż z łyżwiarzami i pułapką na ptaki powstałego w 1565 roku. Tonacja barw, sposób ukazania drzew, liczba detali również nawiązuje do stylu mistrza.